# Barra lateral

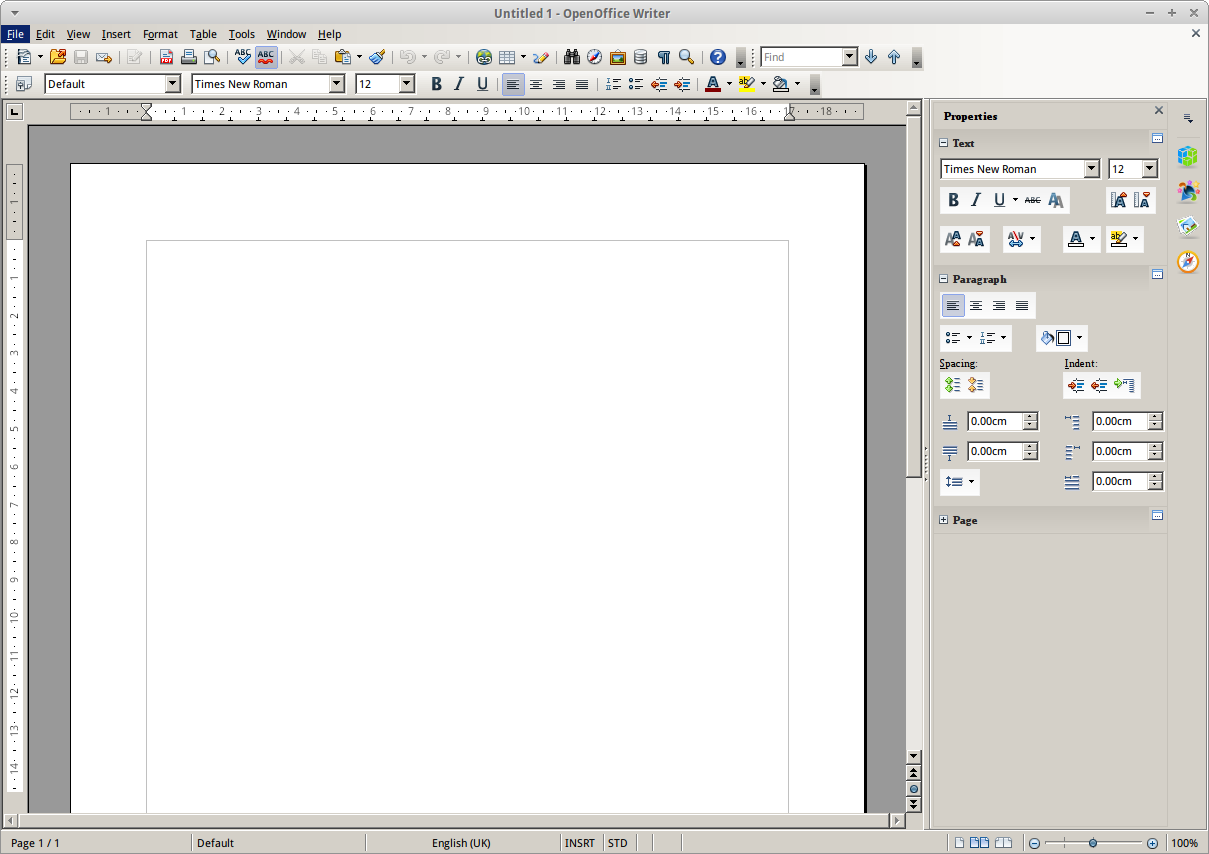
Barra lateral de l'Apache OpenOffice 4.0 Writer (Windows version)

Una barra lateral (en anglès sidebar) és un element de les interfícies gràfiques d'usuari que mostra diverses formes d'informació al costat d'una aplicació d'escriptori o d'una interfície d'usuari d'escriptori. Encara que els continguts pròpiament dits es publiquen en el marc pr incipal, la barra lateral té una sèrie de funcions de gran importància.

## Utilitats
- Informació corporativa: La barra lateral és l'espai idoni per a ubicar la informació relativa al projecte de l'autor del lloc web. A diferència del marc de continguts, té un caràcter estàtic. Per això ens podrem assegurar que un component sempre apareix en la part superior i que, per tant, els usuaris el podran veure. Es pot incloure informació corporativa, una presentació breu sobre el contingut del lloc
- Informació puntual: La barra lateral també serveix com un espai on ubicar informació pròpiament dita, és a dir, contingut vinculat al tema del lloc web. Quant al marc de continguts, té un espai limitat, ja que és menys ample i, per tant, els continguts apareixen més reduïts.
- Elements interactius: La barra lateral també serveix per a incorporar elements que fomentin la interacció amb els usuaris. Poden estar vinculats amb els continguts que es publiquin en el marc principal. Per exemple, es poden incorporar enquestes i conèixer el percentatge de respostes, els resultats, etc.
- Inclusió de publicitat. La barra lateral també sol ser l'enclavament del lloc en què s'ubica la publicitat. Alguns gestors i plataformes de blocs ja incorporen un servei d'inclusió automàtica d'anuncis en línia, com Google Ads.[1]